# Ioan S. Nenițescu
Ioan S. Nenițescu (născut Ioan Vasiliu; n. 11 aprilie 1854, Galați, România – d. 23 februarie 1901, Buzău, România) a fost dramaturg, monograf, poet, prozator și scriitor român, membru corespondent al Academiei Române.
Este autorul versurilor cunoscutului cântec patriotic „Pui de lei”, muzica fiind compusă de Ionel G. Brătianu, precum și al poeziei „Țara mea”, adusă în conștiința publicului român postbelic și contemporan prin intermediul interpretării sale de excepție de către Tudor Gheorghe.

## Biografie

### Ani timpurii
Ioan S. Nenițescu s-a născut (ca Ioan Vasiliu) în atunci târgul Galaților, al doilea copil al lui Ștefan Vasiliu (negustor de pânzeturi fine) și al Elisabetei Zaharia. Numele de familie Nenițescu, pe care îl va adopta mai târziu și care îl va face celebru în timpul său, urma să fie împrumutat, și apoi ușor modificat, de la unchiul sau, monahul Ilarion Neniță, unul din modelele sale.
După studii primare si gimnaziale, va urma Școala Comercială „Alexandru Ioan I“ din Galați, și apoi va continua cu studii liceale la Iasi, unde își va lua bacalaureatul. Se înscrie „ca audient“ la Facultatea de Litere din Iași, frecventând totodată și ședințele Societății literare „Junimea“ (1875). Primele sale versuri sunt scrise tot atunci, fiind dedicate lui Vasile Alecsandri, mentorul său literar.

### Războiul de independență al României
Se înrolează voluntar în Armata Română, făcând parte din Regimentul 13 Dorobanți. Este sublocotenent al regimentului și ia parte asediul redutelor Grivița 1 și Grivița 2, fiind rănit. Eete decorat cu distincțiile „Steaua României“ și „Virtutea Militară“.
Poeziile pe care le scrie militarul Nenițescu în timpul razboiului, așa cum sunt, „Înalță-te“, „Invocare“, „Plugar român“, „După 27 august“, descriu faptele eroice ale tuturor militarilor români care vor obține independența mult dorită, animați de dragostea de țară.

### După război
Se înscrie la Facultatea de filozofie și arte din Berlin în 1878. Se dedică studiului etnografiei, istoriei folclorului european, filosofiei, esteticii, mitologiei antice și pedagogiei. Își va susține lucrarea de doctorat la Leipzig, în 1886 cu teza „Die Affectenlehre Spinoza's“, lucrare de mare finețe și profunzime. În acest timp Nenițescu scrie poezia „Tara mea.“
Ioan S. Nenițescu a fost o persoană extrem de activă după revenirea în țară. A fost editor al revistei economice, literare, politice și stiintifice, „Țara nouă“ (1884-1888). A predat ca profesor de filosofie și pedagogie la Școala Normală de Institutori din București (1887). Ulterior a fost revizor scolar, deputat de Covurlui (1888), prefect de Constanța (1888), inspector scolar al Bucurestiului (1892). A colaborat la publicațiile „Albina“, „Amicul copiilor“, „Convorbiri literare“, „Lupta“, „Revista nouă“,  „Romanul literar“, „Șezătoarea“ și „Ziarul presei“.
Pentru întreaga sa activitate literară, este ales membru corespondent al Academiei Române, la 18 martie 1896.

## Opere

### Poeme
- Flori de primăvară, poezii ((Berlin, 1880; Editia a II-a, București, 1889)), debut în volum;
- Șoimii de la Războieni (poem în 9 cânturi, București, 1882)
- Pui de lei, poezii patriotice (București, 1891)
  - Pui de lei
  - Țara mea
  - Moartea lui Decebal
  - Voința neamului
- Poezii (București, 1911)
- Multiple poeme patritoce de inspirație istorică

### Proză
- 1894 - Tatăl nostru în câteva istorioare pe înțelesul tuturor, texte moral-creștine pentru cei tineri;
- 1895 - De la românii din Turcia Europeană, monografie (studiu etnic și statistic) a aromânilor ce trăiau în Imperiul Otoman.[4]

### Dramaturgie
- Două femei
- O singură iubire, comedie;
- Mihai Viteazul, dramă istorică;
- Radu de la Afumați (dramă istorică în 5 acte, București, 1897);
- Vlad Țepeș, dramă istorică.